# Keserű Ferenc (vízilabdázó)
Keserű Ferenc (Budapest, 1903. augusztus 27. – Budapest, 1968. július 16.) olimpiai bajnok vízilabdázó, úszó, edző, Keserű Alajos vízilabdázó bátyja. A sportsajtóban Keserű I. néven szerepelt.
Sportpályafutását – Komjádi Béla tanítványaként – 1916-ban, az MTK (Magyar Testgyakorlók Köre) úszójaként és vízilabdázójaként kezdte.  1921-től a III. kerületi TVE-ben (Torna és Vívó Egylet), majd 1927-től egy-egy évig Franciaországban (SCUF Paris) és Belgiumban (La Nage Saint Gilles) sportolt. 1928-ban visszatért az MTK-ba. 1921-től 1932-ig hatvanhatszor szerepelt a magyar vízilabda-válogatottban.  Az 1932. évi nyári olimpiai játékokon tagja volt a bajnokságot nyert magyar csapatnak.
A budapesti tudományegyetemen jogi oklevelet szerzett, 1932-ben történt visszavonulása után jogászként, edzőként és 1933-tól 1935-ig a magyar vízilabda-válogatott szövetségi kapitányaként működött. Hosszú időn át volt játékvezető.

## Sporteredményei
- vízilabdában:
  - olimpiai bajnok (1932)
  - olimpiai 2. helyezett (1928)
  - olimpiai 5. helyezett (1924)
  - háromszoros Európa-bajnok (1926, 1927, 1931)
  - kétszeres magyar bajnok (1923, 1924)
  - Magyar kupa-győztes (1925, 1927, 1928)
- úszásban:
  - kétszeres folyamúszó magyar bajnok (egyéni: 1921; csapat: 1923)